# Thabo Mbeki
Thabo Mvuyelwa Mbeki, wym. [tʰaɓɔ mbɛːkʼi] (ur. 18 czerwca 1942 w Idutywie w bantustanie Transkei) – południowoafrykański polityk, wiceprezydent Republiki Południowej Afryki w latach 1994–1999, przewodniczący Afrykańskiego Kongresu Narodowego (ANC) w latach 1997–2007, prezydent Republiki Południowej Afryki od 16 czerwca 1999 do 24 września 2008.

## Życiorys
Urodził się w regionie Transkei położonym w południowo-wschodniej części kraju, w miejscowości Idutywa. Jego ojcem był Govan Mbeki (1910–2001), zagorzały zwolennik Afrykańskiego Kongresu Narodowego (ANC) i Południowoafrykańskiej Partii Komunistycznej. Mbeki jest absolwentem Uniwersytetu Sussex, gdzie ukończył ekonomię.
W czerwcu 1999 wybrany prezydentem Republiki Południowej Afryki, w lipcu 2004 wybrany na kolejną kadencję. 20 września 2008, pod naciskiem własnej partii, ogłosił rezygnację ze stanowiska.